# یواس‌اس پلنتر (۱۸۶۲)
یواس‌اس پلنتر (۱۸۶۲) (به انگلیسی: USS Planter (1862)) یک کشتی بود که طول آن ۱۴۷ فوت (۴۵ متر) بود. این کشتی در سال ۱۸۶۰ ساخته شد.